# Rufin Sudkowskyj

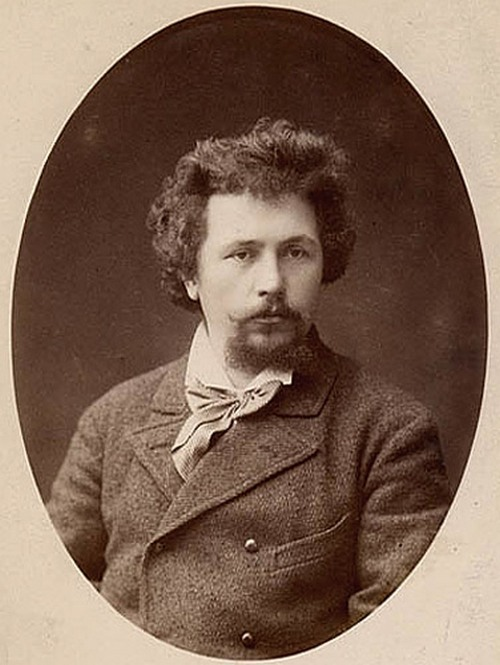
Rufin Sudkowskyj 1885

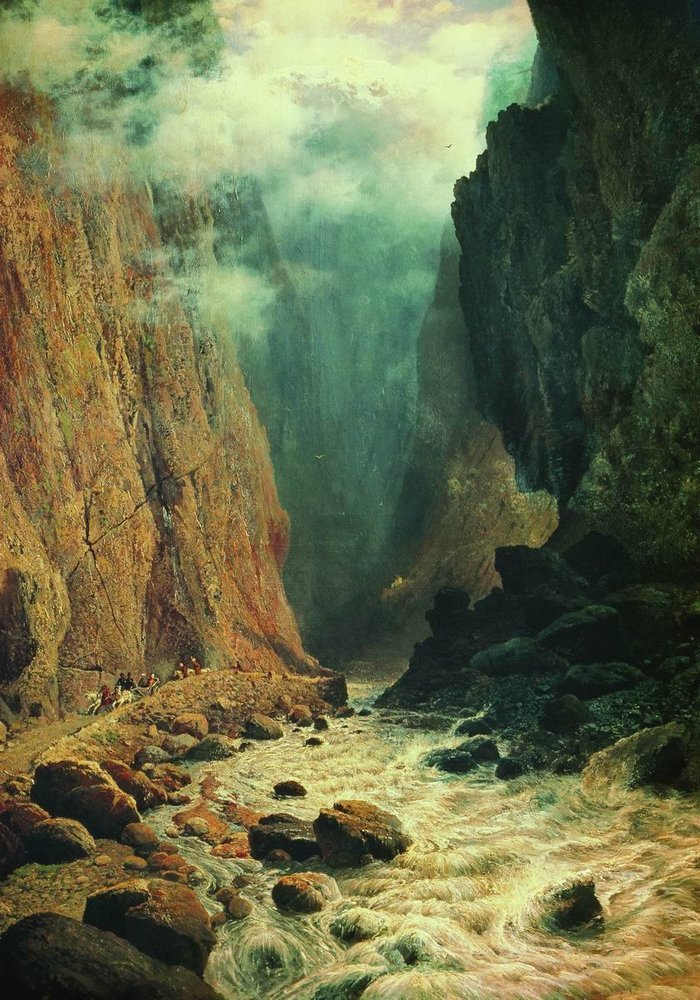
Darialschlucht, 1884, Russisches Museum

Rufin Hawrylowytsch Sudkowskyj (ukrainisch Руфін Гаврилович Судковський, russisch Руфин Гаврилович Судковский / Rufin Gawrilowitsch Sudkowski; * 7. Apriljul. / 19. April 1850greg. in Otschakiw, Gouvernement Cherson, Russisches Kaiserreich; † 4. Februarjul. / 16. Februar 1885greg. ebenda) war ein russischer Landschaftsmaler.

## Leben
Sudkowskyj kam in Otschakiw, einer Stadt an der Mündung des Dnepr-Bug-Limans ins Schwarze Meer in der heutigen Ukraine als Kind einer Priesterfamilie zur Welt. Der Familientradition folgend, besuchte er ab 1862 die theologische Schule in Odessa und nach zwei Jahren das theologische Seminar Cherson, ebenfalls in Odessa. Während seines Studiums begann er zu malen, kam mit der Künstlerszene in Odessa in Kontakt und beschloss schließlich, Maler zu werden.
Im Juli 1868 brach er das theologische Seminar ab und ging nach Sankt Petersburg, wo er ein Studium an der Kaiserlichen Kunstakademie begann. Nachdem sich seine finanzielle Situation und seine Gesundheit während des Studiums an der Akademie verschlechtert hatte, zog er im Frühjahr 1871 nach einer Studienzeit von zwei Jahren und zwei Monaten zurück nach Otschakiw.
Dort begann er nun eigenständig künstlerisch zu arbeiten. Obwohl seine kreative Arbeit zumeist an seinem Heimatort stattfand, beteiligte er sich stets am künstlerischen Leben von Sankt Petersburg, wo er 1877 als Künstler 2. Grades und zwei Jahre darauf als Künstler 1. Grades als Mitglied in die Akademie der Künste aufgenommen wurde.
1874 und 1880 bereiste er Deutschland, Frankreich, Österreich und Italien. Aus diesen Reisen schöpfte er viel Inspiration, die er in seine folgenden Arbeiten einfließen ließ. 1880 und 1881 gab es Ausstellungen seiner Gemälde in Sankt Petersburg und Moskau, wobei unter anderem der Kunstmäzen und -sammler Pawel Tretjakow Gemälde von ihm für seine Kunstsammlung erwarb. Seine Werke wurden des Weiteren in Antwerpen, Berlin, Odessa, Charkiw und Jekaterinburg ausgestellt. Während der Organisation einer von Mykola Muraschko angeregten Ausstellung in Kiew erkrankte Sudkowskyj an Typhus und kehrte nach Otschakiw zurück, wo er dreizehn Tage später 34-jährig starb.

## Werk
Sudkowskyj entwickelte in seiner heimatlichen Küstenstadt gleichzeitig zwei Themen: Die Steppe und das Meer. Viele seiner Werke spiegelten auch das ukrainische Volksleben. Sein Hauptthema war jedoch das Element Wasser. Er stellte das Meer in unterschiedlichen Farb- und Lichteffekten, zu verschiedenen Jahres- und Tageszeiten und in vielfältigen Zuständen dar. Die berühmtesten seiner Werke sind: Klares Wasser (1879–1884), Bucht von Otschakiw (1881), Das Schweigen des Meeres (1883) und Ruhe von 1884.
Am 28. April 1982 wurde in seinem Wohnhaus ein ihm gewidmetes Museum eingerichtet.
Gemälde von Rufin Sudkowskyj befinden sich heute unter anderem im Nationalen Kunstmuseum der Ukraine und dem Kiewer Nationalen Kunstgalerie (Національний музей «Київська картинна галерея») in Kiew, im Russischen Museum in Sankt Petersburg, im Kunstmuseum von Mykolajiw und im Kunstmuseum von Luhansk.

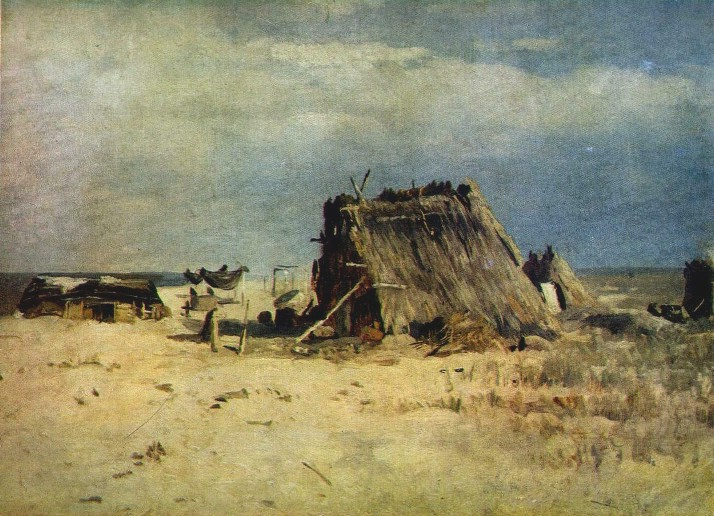
Kuren, 1868 bis 1885
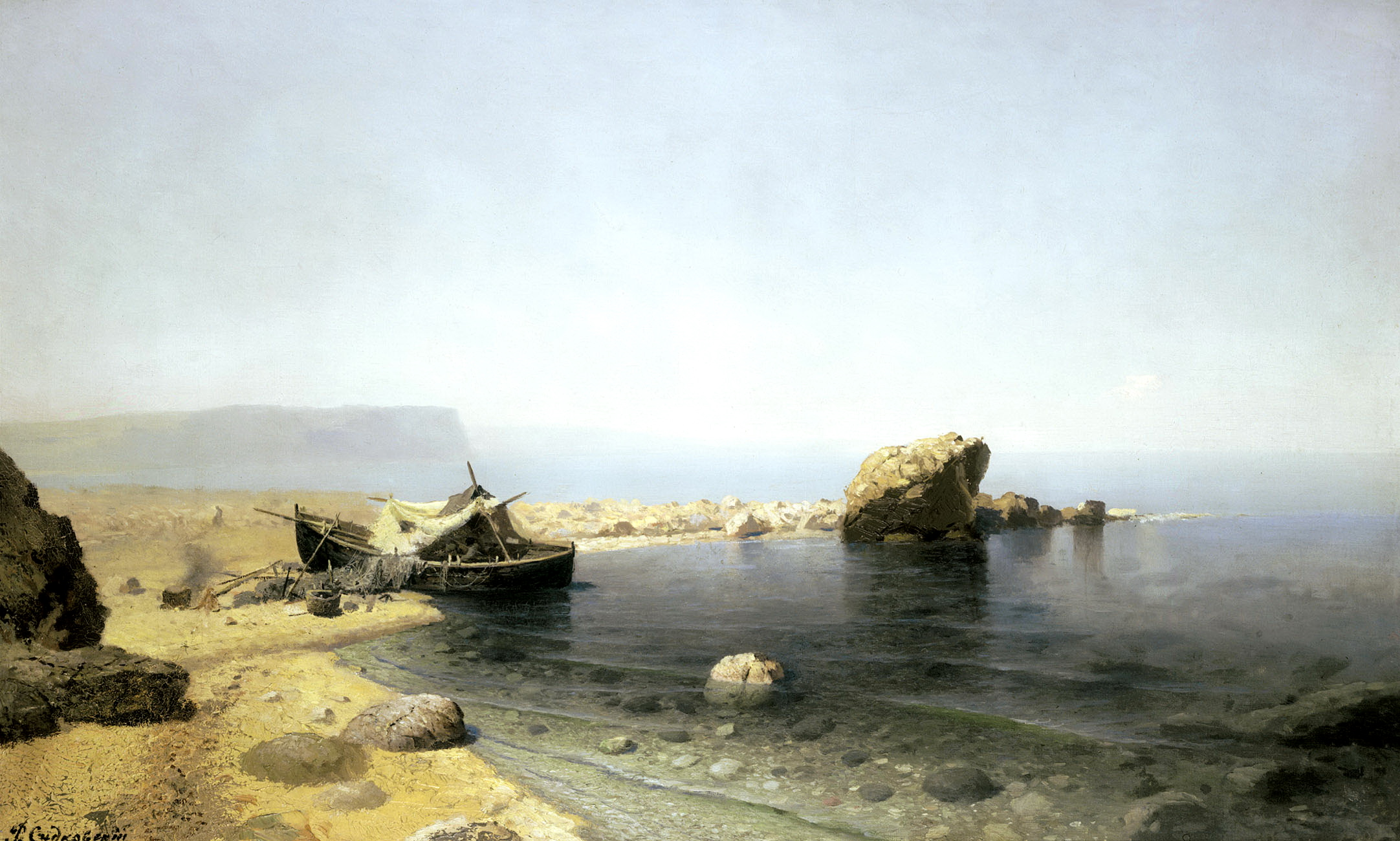
Klares Wasser, 1879 bis 1885
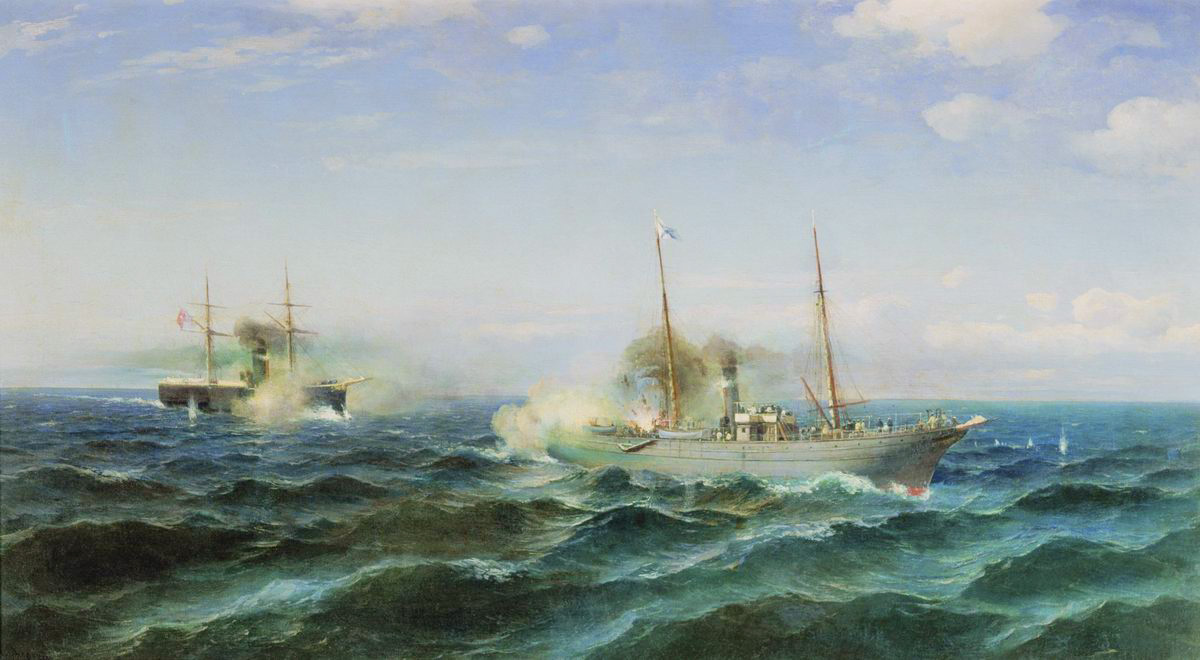
Kampf der Vesta mit der Feth-i Bülend, 1881
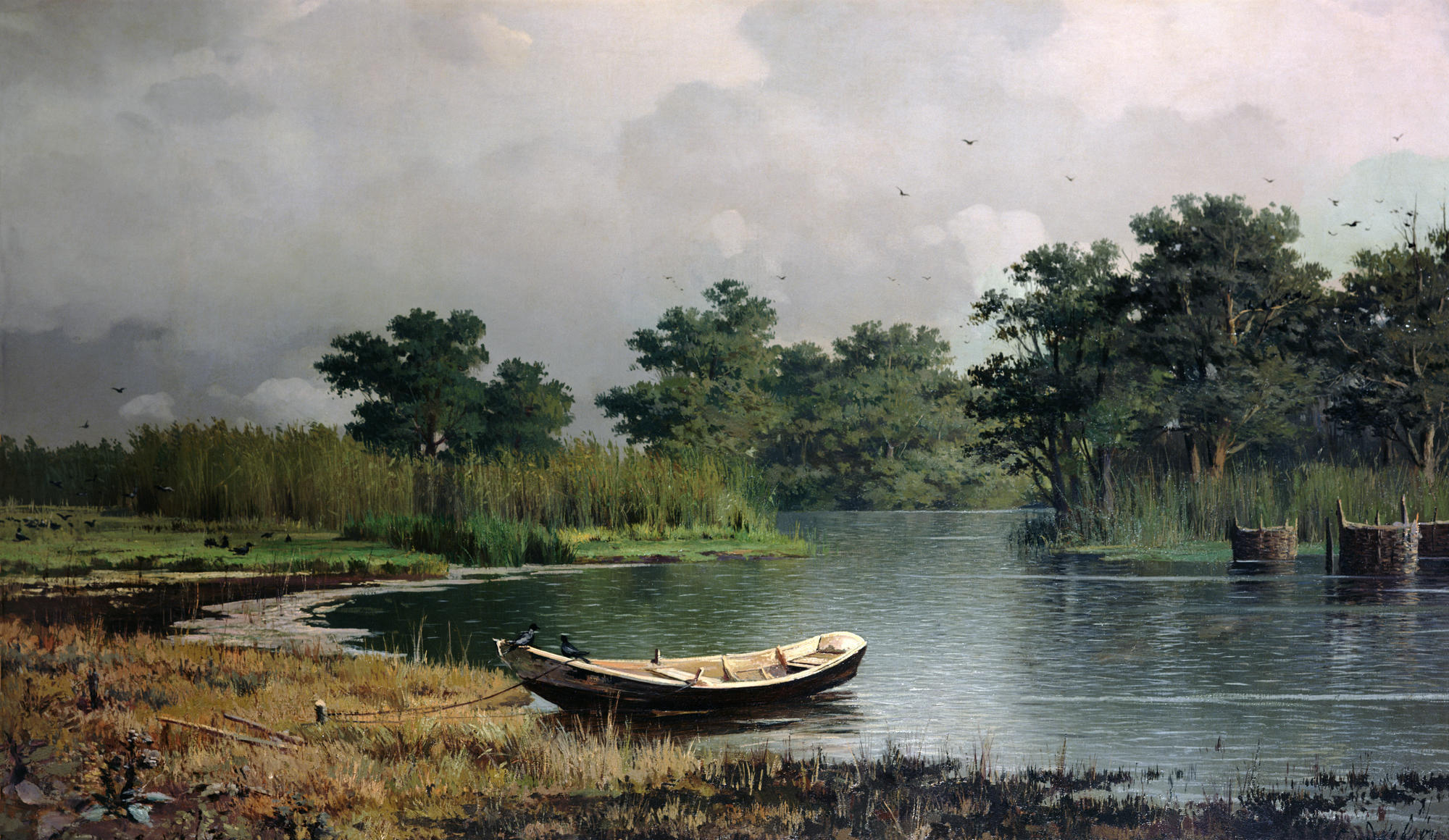
Flussboot, 1881
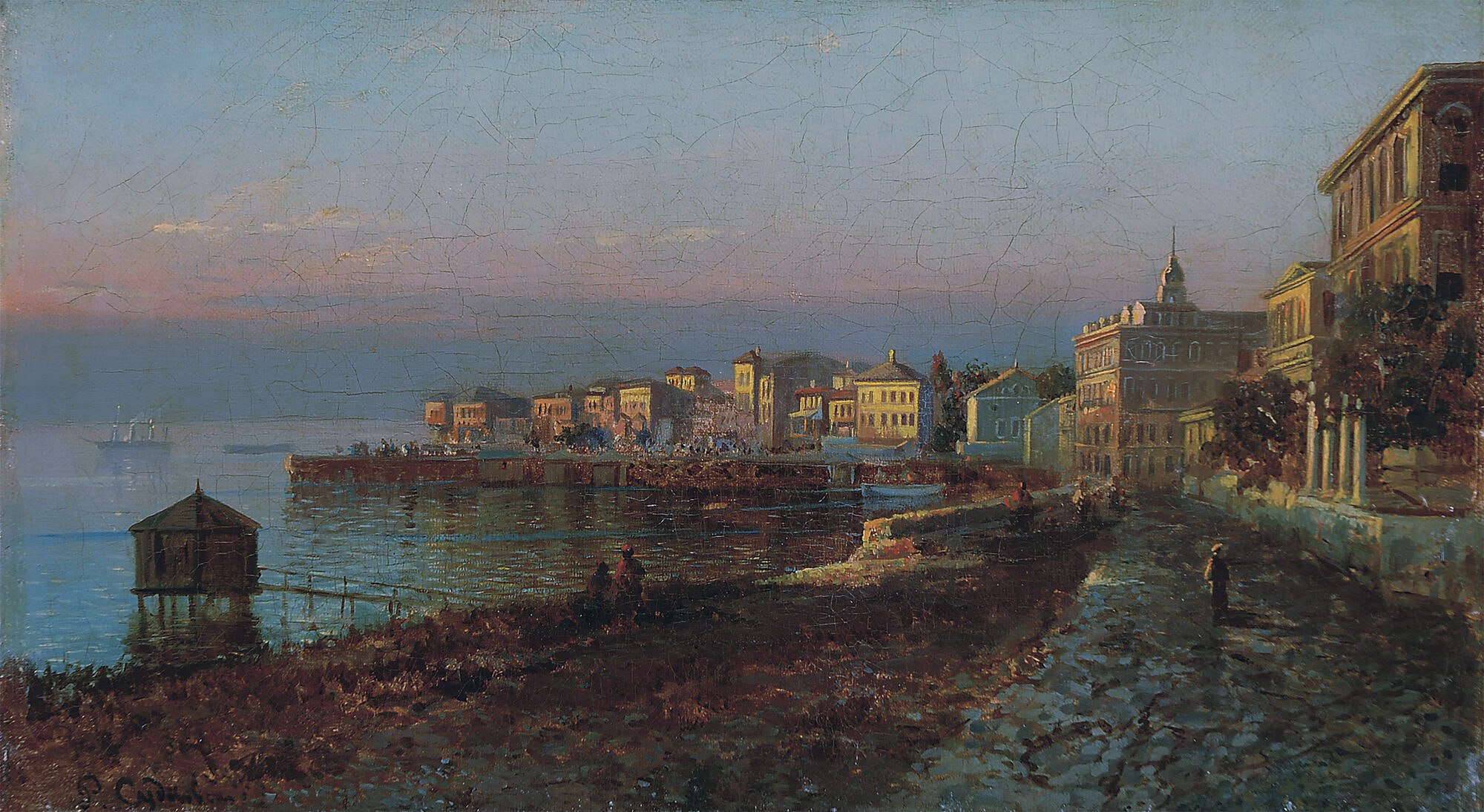
Strand, vor 1885